# Rise Up (album d'Yves Larock)
Pour les articles homonymes, voir Rise Up.
Albums de Yves Larock
Manego
(2009)
Singles
Rise Up est le premier album du DJ suisse Yves Larock sorti le 29 septembre 2008, un an après le single du même nom Rise Up. Plusieurs chanteurs participent à l'album dont Steve Edwards, Diane B, Matt Jamison, Robin One, Matt Jamison mais surtout le vocaliste Jaba. Sa voix est présente sur 7 titres sur 14 pistes de l'album.

## Liste des titres
| Piste | Titre                       | Featuring         | Durée |
| ----- | --------------------------- | ----------------- | ----- |
| 1     | Rise Up                     | Jaba              | 2:49  |
| 2     | Say Yeah!                   | Jaba              | 3:15  |
| 3     | Listen To The Voice Inside  | Steve Edwards     | 3:18  |
| 4     | The Night                   | Diane B           | 2:58  |
| 5     | Sound Of My Heart           | Matt Jamison      | 3:34  |
| 6     | By Your Side                | Jaba              | 3:28  |
| 7     | Things You Do               | Robin One         | 3:24  |
| 8     | I Want More                 | Jaba              | 3:26  |
| 9     | Sunshine Behind             | Jaba              | 3:27  |
| 10    | The Heat                    | Linda Lee Hopkins | 3:47  |
| 11    | Respect                     | Jaba              | 3:59  |
| 12    | On My Own                   | Robin One         | 3:55  |
| 13    | Good Old Days               | Matt Jamison      | 3:52  |
| 14    | Anymore                     | Diane B           | 4:06  |
| 15    | Rise Up (Moonraisers Remix) | Jaba              | 4:03  |

## Singles

### Rise Up
Le single Rise up en collaboration avec Jaba est le premier titre extrait de l'album, sorti le 20 novembre 2007.
Classements par pays
| Pays           | Meilleure position |
| -------------- | ------------------ |
| Portugal       | 2                  |
| Finlande       | 3                  |
| Bulgarie       | 5                  |
| Pays-Bas       | 5                  |
| France         | 8                  |
| Belgique       | 10                 |
| Royaume-Uni    | 13                 |
| Suisse         | 16                 |
| Irlande        | 31                 |
| Suède          | 32                 |
| Italie         | 48                 |
| Autriche       | 58                 |
| Allemagne      | 72                 |
| France club 40 | 4                  |

### By Your Side
Le single By Your Side en collaboration avec Jaba est le deuxième single extrait de l'album
Classement par pays
| Pays           | Meilleure position |
| -------------- | ------------------ |
| Pays-Bas       | 20                 |
| France         | 39                 |
| France club 40 | 37                 |

### Listen To the Voice Inside
Listen To the Voice Inside en collaboration avec le chanteur britannique Steve Edwards est le troisième single extrait de l'album.

### Say Yeah
Say Yeah en collaboration avec Jaba est le troisième single extrait de l'album;